# 王瑶 (摄影家)
王瑶（1970年4月—），女，山东掖县人，生于北京，中华人民共和国摄影家、记者，中国摄影家协会原主席、名誉主席，曾任中国新闻社摄影部主任、中国新闻社副总编辑、新华社摄影部主任、副总编辑。中共十八大代表。